# Do We Have a Problem?
Do We Have a Problem? è un singolo della rapper trinidadiana Nicki Minaj e del rapper statunitense Lil Baby, pubblicato il 4 febbraio 2022 come primo estratto dalla prima raccolta di Minaj Queen Radio: Volume 1.

## Tracce
Testi e musiche di Onika Maraj, Dominique Jones e Joshua Goods.
1. Do We Have a Problem? – 3:27